# Justinas Marcinkevičius
Justinas Marcinkevičius, né le 10 mars 1930 à Važatkiemis dans la municipalité du district de Prienai et mort le 16 février 2011 à Vilnius, est un poète et dramaturge lituanien.

## Biographie
Justinas Marcinkevičius naît dans une famille paysanne. Diplômé de la faculté d'histoire-philologie de l'Université de Vilnius en 1954, il publie son premier recueil de poésies Je demande la parole l'année suivante. Son poème Douzième printemps, consacré à la jeunesse d'après-guerre, est récompensé par le prix d’État de la RSS de Lituanie en 1957. Il écrit d'autres œuvres saluées par la critique : Sang et cendres (1960) sur les crimes de guerre nazis, Poème de publiciste (1961), Les Mains partageant le pain (1963), Ponts de bois (1966), Buisson en flammes (1968). Il écrit également les livres pour enfants : Premiers secours (1975), La Guerre des champignons (1988) qui sont traduits en russe. Il reçoit son second prix d’État de la RSS de Lituanie en 1969, pour le drame Mindaugas qui avec Donelaitis (1964), Le Mur (1965) et La Cathédrale (1971), constitue une tétralogie sur l'histoire du peuple lituanien.
Il traduit en lituanien les œuvres d'Alexandre Pouchkine, notamment La Fontaine de Bakhtchisaraï, de Sergueï Essénine, l'épopée nationale estonienne Kalevipoeg et l'épopée nationale finlandaise d'Elias Lönnrot Kalevala.
Justinas Marcinkevičius rejoint les rangs du parti communiste en 1957. D'abord secrétaire de l'Union des écrivains de Lituanie il en deviendra plus tard président adjoint. Dans les années 1980, il participe aux activités de Sąjūdis. Membre de l'Académie des sciences de Lituanie.
Le 7 décembre 2010, il fait une chute dans la cage de l'escalier de son immeuble. Transporté à l'hôpital universitaire de Vilnius, avec un traumatisme crânien et la fracture des cervicales, il y meurt le 16 février 2011. Il est enterré au cimetière d'Antakalnis.

## Distinctions
- Grand-croix de l'ordre du grand-duc Gediminas, 1997
- Grand-croix de l'ordre de Vytautas le Grand, 2003
- Ordre de l'Étoile blanche d'Estonie de 2e classe, 2004

### Poèmes
- Dvidešimtas pavasaris, Vilnius: Valst. grož. lit. l-kla, 1956 (rééditions : 1960, 1970)
- Kraujas ir pelenai: herojinė poema, Vilnius: Valstybinė grožinės literatūros leidykla, 1960 (réédition : 1961)
- Publicistinė poema, Vilnius: Valstybinė grožinės literatūros leidykla, 1961
- Donelaitis, Vilnius: Vaga, 1964
- Siena, Vilnius: Vaga, 1965
- Baladė apie Ievą Vilnius: Vaga, 1965
- Poemos 2 t. Vilnius: Vaga, 1972
- Šešios poemos, Vilnius: Vaga, 1973
- Kraujas ir pelenai; Siena; Publicistinė poema; Heroica arba Prometėjo pasmerkimas, Vilnius: Vaga, 1977
- Pažinimo medis, Vilnius: Vaga, 1979 (rééditions :  2001)
- Carmina minora, Vilnius: Tyto alba, 2000
- Devyni broliai, Kaunas: Santara, 2000